# Mancieulles
Mancieulles korábbi község Franciaországban, Meurthe-et-Moselle megyében. Lakosainak száma 1861 fő (2018. január 1.). Mancieulles Anoux, Bettainvillers, Mance és Tucquegnieux községekkel határos.
2017. január 1-jén Briey és Mance korábbi községgel egyesült és az így létrejött Val de Briey új község része lett.

## Népesség
A település népességének változása:
| Lakosok száma | 2369 | 2107 | 1549 | 1474 | 1419 | 1756 | 1830 | 1875 | 1880 | 1861 |
|               | 1968 | 1975 | 1982 | 1990 | 1999 | 2011 | 2013 | 2015 | 2017 | 2018 |